# Marcel Maas

„Text, Drugs and Rock ’n’ Roll“: Lino Wirag, Jan Fischer, Marcel Maas, Tilman Strasser (Hamburg, 2013).

Marcel Maas (* 1987 in Oberhausen) ist ein deutscher Autor.

## Leben
Maas legte sein Abitur am Elsa-Brändström-Gymnasium in Oberhausen ab und studierte von 2005 bis 2011 Kreatives Schreiben und Kulturjournalismus an der Universität Hildesheim. Er war Mitherausgeber der Literaturzeitschrift BELLA triste und künstlerischer Leiter des Literaturfestivals Prosanova. Mit Tilman Strasser, Lino Wirag und Jan Fischer tritt Maas als literarische Boygroup „Text, Drugs and Rock ’n’ Roll“ auf, mit denen er auch zwei Bücher veröffentlichte. Sein Debütroman Play.Repeat erschien 2010 bei der Frankfurter Verlagsanstalt, bei dazugehörigen Lesungen wird Maas mit einem abgestimmten DJ-Set begleitet. Im gleichen Jahr gründete Maas in Hannover gemeinsam mit Lutz Woellert die Event- und Performance-Agentur Die Spielmacher. 2012 erhielt er den Förderpreis des Landes Nordrhein-Westfalen für junge Künstlerinnen und Künstler.

## Veröffentlichungen
Lyrik
- Prokrastiniert Euch. Frankfurter Verlagsanstalt, Frankfurt am Main 2013, ISBN 978-3-627-00200-8.

Roman
- Play. Repeat: Ein Prosa-Set. Frankfurter Verlagsanstalt, Frankfurt am Main 2010, ISBN 978-3-627-00165-0.

Anthologiebeiträge (Auswahl)
- Abendplanung, tiefes Haus In: Landpartie ZwanzigZehn. Edition Pächterhaus 2010. ISBN 978-3-941392-13-7.
- Rüsten zur Jagd (Gedichte) In: Landpartie 9. Edition Pächterhaus 2009. ISBN 978-3-941392-04-5.
- Beiträge in: Hildesheim schön trinken: 33 Ortsbegehungen. Edition Pächterhaus, Hildesheim 2008. ISBN 978-3-941392-00-7.
- Beiträge in: Kulturtagebuch. Leben und Schreiben in Hildesheim. Edition Pächterhaus, 2007. ISBN 978-3-938404-20-1.

(Mit-)Herausgaben
- BELLA triste Ausgaben 19 - 25. Hildesheim 2007–2009. ISSN 1618-1727
- treffen – Poetiken der Gegenwart. Ein Werkstattbuch. Hildesheim 2008. ISBN 978-3-9812363-0-9.

## Rezeption
Radio Bremen urteilte über Maas’ Debütroman: „Mit seiner klangstarken, rhythmischen Schreibe bringt Marcel Maas das Lebensgefühl einer jungen Generation auf den Punkt.“ Bei Spiegel Online hieß es: „Sein Schreibstil erinnert an die brutalen Massenchoreographien eines DJ Boys Noize: Alle Eindrücke sind übersteigert, alle Breaks abrupt, die Beats stets Befehle.“ Jan Ehlert besprach den Roman für den NDR: „Entstanden ist ein hochgradig experimenteller Text, der aus vielen Fragmenten besteht, aus Song-Zitaten, Werbesprüchen und Gedankenfetzen – die scheinbar wahllos zusammengesetzt sind, aber doch ihrem eigenen, atemlosen Rhythmus folgen.“ Jan Drees schrieb im Musikmagazin Raveline: „Sein Debüt ‚Play. Repeat‘, selbstbewusst als ‚Prosa-Set‘ in den DJ-Kosmos eingeordnet, erzählt von einer Partyclique, von Liebenden und Buddies, die den Beat unzähliger Raves in ihre Alltagssprache aufgenommen haben […]“.
Auf literaturkritik.de verglich Beat Mazenauer Maas’ Roman mit Rainald Goetz’ Erzählung Rave: „‚Rave‘ folgte in seinem Remix den Gesetzen der Party und ließ die künstlich erzeugte Erregung in zuckenden Stroboskop-Blitzen aufgehen. Marcel Maas, Jahrgang 1987 und somit eine Generation jünger als Goetz, greift diese ästhetische Tanzform wieder auf und schickt sie durch den Loop Sampler.“
In der Welt am Sonntag hieß es: „Die Sprache erinnert an Hip-Hop-Battles, an Poetry Slams und Beat-Juggling – das ist jene Disziplin der DJs, bei der zwischen zwei Plattenspielern hin- und hergeschaltet wird, bis ein neuer, scheinbar zusammenhängender Sound entsteht. Und wer je einem DJ bei der Arbeit zugesehen hat, wird ahnen, welches schwindelerregende Gefühl sich beim Lesen dieses Debütromans einstellen kann.“ Psychologie Heute schrieb: „Dieses Debüt pumpt Beats und Bilder in die Sinneswelt des Lesers. In einer Sprache, die sich vom Gestrigen löst, so klangstark wie rhythmisch, erzählt Marcel Maas vom Dilemma der Jugend im neuen Jahrtausend.“